# Торквато Тасо
Торквато Тасо (итал. Torquato Tasso; Соренто, 11. март 1544 — Рим, 25. април 1595) био је италијански песник и аутор епа Ослобођени Јерусалим, које се сматра једним од најрепрезентативнијих дела италијанске књижевности. Био је узор романтичарима, а његова поезија инспирисала је и Гетеа и Бајрона. Неки његови сонети посвећени су Дубровчанки Цвијети Зузорић.

## Биографија

### Детињство и младост
Торквато Тасо је рођен у Соренту као син Бернарда Таса, племића из Бергама и славног епског и лирског песника тог времена, и његове жене Порције де Роси, племкиње из Напуља. Његов отац је дуги низ година био секретар у служби Ферантеа Сансеверина, принца Салерна, док му је мајка била уско повезана са најчувенијим напуљским породицама. Када је принц Салерна дошао у сукоб са шпанском владом у Напуљу, изгубио је своје наследно феудално добро, а Тасов отац имао је исту судбину као и његов патрон. Проглашен је побуњеником у држави, заједно са својим сином Торкватом, а његово наслеђе је заплењено. Све ово догодило се током раног детињства Торквата. Године 1552. он је живео са својом мајком и сестром Корнелијом у Напуљу, наставивши своје школовање под окриљем језуита, који су у то доба отворили школу у поменутом граду. Рана интелектуална зрелост и верска преданост овог дечака изазвала је опште дивљење околине, тако да је он још са осам година већ био познат.
Непосредно после овога Торквату је било дозвољено да се придружи свом оцу, који је тада боравио у великом сиромаштву, без занимања и у изгнанству у Риму. Њих је 1556. године сустигла вест да је Порција Тасо изненада и мистериозно преминула и Напуљу. Њен супруг је био чврсто уверен да је она била отрована од стране брата како би он добио контролу над њеном имовином.
Као што је и било очекивано, Порцијино имање никада није припало њеном сину, а њена ћерка Корнелија удала се убрзо након смрти своје мајке на наговор рођака. Тасов отац био је дворски песник па је врло радо прихватио место које му је понуђено на двору у Урбину 1557. године.